# AN/SPS-49 Air Search Radar
AN/SPS-49 Air Search Radar – amerykański okrętowy radar obserwacji przestrzeni powietrznej dalekiego zasięgu z anteną paraboliczną stanowiący wyposażenie fregat rakietowych typu Oliver Hazard Perry oraz kanadyjskich fregat typu Halifax. Jako element wyposażenia okrętów Oliver Hazard Perry stanowi również wyposażenie polskich jednostek tego typu: ORP „Gen. T. Kościuszko” oraz ORP „Gen. K. Pułaski”.